# 1031
Початок Високого Середньовіччя •  Епоха вікінгів •  Золота доба ісламу •  Реконкіста •  Київська Русь

## Геополітична ситуація
Візантію очолює Роман III Аргир. Конрад II є імператором Священної Римської імперії.
Королем Західного Франкського королівства став Генріх I.
Апеннінський півострів розділений між численними державами: північ належить Священній Римській імперії, середню частину займає Папська область, на південь від Римської області лежать невеликі незалежні герцогства, півдненна частина півострова належить Візантії. Південь Піренейського півострова займають численні емірати, що утворилися після розпаду Кордовського халіфату. Північну частину півострова займають християнські королівство Леон (Астурія, Галісія), Наварра (Арагон, Кастилія), де править Санчо III Великий, та Барселона.
Канут Великий є королем Англії й Данії.
У Київській Русі княжить Ярослав Мудрий. У Польщі править Безприм. У Хорватії почалося правління Степана I. Королівство Угорщина очолює Стефан I.
Аббасидський халіфат очолює аль-Каїм, в Єгипті владу утримують Фатіміди, в Середній Азії — Караханіди, у Хорасані — Газневіди, які захопили частину Індії. У Китаї продовжується правління династії Сун. Значними державами Індії є Пала, Пратіхара, Чола. В Японії триває період Хей'ан.

## Події
- Священна Римська Імперія і Київська Русь напали на Польщу з двох боків і завдали поразки королю Мешку II. Мешко змушений втікати в Богемію. Королем Польщі став Безприм, якого підтримував Ярослав Мудрий. Київська Русь повернула собі Червенські міста. Священна Римська імперія — Лужицю.
- Королем Франції став Генріх I.
- Візантійський полководець Георгій Маніак захопив Едесу.
- Під час полювання на кабана загинув спадкоємець угорського престолу Імре. Король Іштван I, залишившись без спадкоємця, осліпив свого двоюрідного брата Вазула й вислав його синів у Польщу. Його фаворитом на трон був П'єтро Орсеоло, венецієць, син сестри короля.
- Кордовський халіфат остаточно розпався, почався період роздробленості, який отримав назву тайфа.

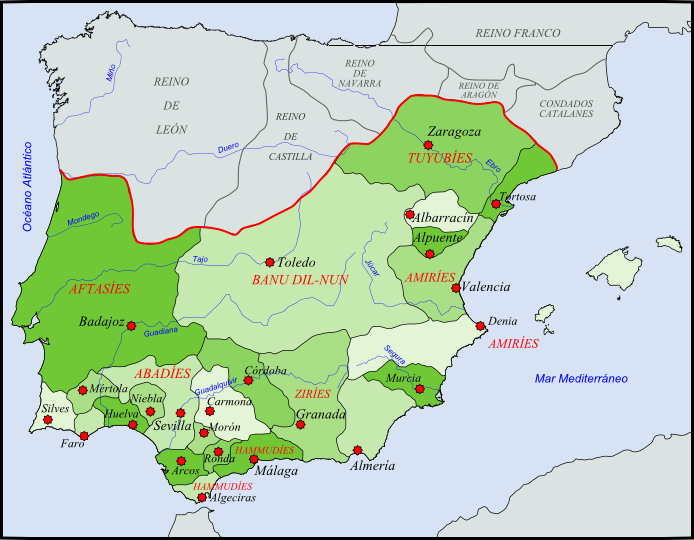
Емірати Аль-Андалусу на 1037 рік

- Аббасидським халіфом став Аль-Каїм.

## Народились
- Матильда Фландрська (приблизна дата)
- 22 липня — Роджер I (помер 22 червня 1101).

## Померли
- 20 липня — Роберт II Побожний, король Франції з 996.